# 1909 Alekhin
1909 Alekhin là một tiểu hành tinh vành đai chính được phát hiện ngày 4 tháng 9 năm 1972 bởi Lyudmila Zhuravlyova. Nó được đặt theo tên của Aleksandr Aleksandrovich Alekhin.